# Esox reichertii
El lucio del Pacífico (Esox reichertii) es una especie de pez actinopterigio de agua dulce.

## Morfología
Se ha descrito una captura de 115 cm con un peso máximo de 20 kg, aunque la longitud máxima normal es de 55 cm.

## Distribución y hábitat
Es una especie de auga dulce templada, de comportamiento demersal y no migratorio, que se distribuye por ríos de la cuenca fluvial del río Amur, en la isla de Sajalín y las cuencas del río Onon y río Kerulen en Mongolia.
Es un pez pescado con importancia comercial y pesca deportiva, que se alimenta de peces de poca importancia comercial depesca sca con caña